# Литманович, Мирослава

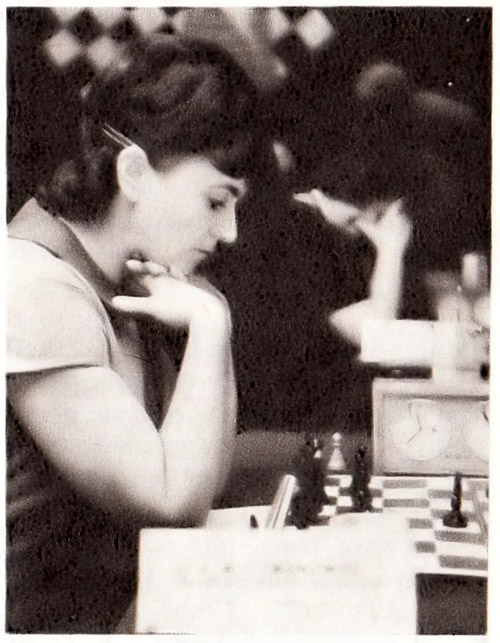

Мирослава Литманович (пол. Mirosława Litmanowicz, урождённая Калецка; 6 сентября 1928, Варшава — 18 августа 2017) — польская шахматистка, международный мастер (1967) среди женщин.
Чемпионка Польши (1968). В составе сборной Польши участница 5-и Олимпиад (1957—1972). На 2-й Олимпиаде (1963) в Сплите показала 2-й результат на своей доске.
Была замужем за Владиславом Литмановичем.

## Изменения рейтинга
| Графики недоступны из-за технических проблем. См. информацию на Фабрикаторе и на mediawiki.org. |